# Séailles
Séailles (gaskognisch: Sealhas) ist eine französische Gemeinde mit 68 Einwohnern (Stand 1. Januar 2022) im Département Gers in der Region Okzitanien; sie gehört zum Arrondissement Condom und zum Gemeindeverband Grand-Armagnac.

## Geografie
Die Gemeinde Séailles liegt rund 40 Kilometer westnordwestlich der Kleinstadt Auch im Nordwesten des Départements Gers. Sie gehört zum Weinbaugebiet Côtes de Saint-Mont und zum Weinbrandgebiet Armagnac.
Die Gemeinde ist eine Streugemeinde mit zahlreichen Gehöften.

## Geschichte
Nach der Reblauskrise, die die Weinberge zerstörte, zogen im 19. Jahrhundert viele Menschen fort. Séailles gehörte zur Region Comté de (Vic-)Fezensac innerhalb der Gascogne. Der Ort gehörte von 1793 bis 1801 zum District Condom, zudem von 1793 bis 1801 zum Kanton Manciet und von 1801 bis 2015 zum Wahlkreis (Kanton) Eauze.

## Bevölkerungsentwicklung
| Jahr                       | 1962 | 1968 | 1975 | 1982 | 1990 | 1999 | 2006 | 2020 |
| Einwohner                  | 82   | 84   | 68   | 62   | 72   | 64   | 59   | 63   |
| Quellen: Cassini und INSEE |      |      |      |      |      |      |      |      |

## Sehenswürdigkeiten

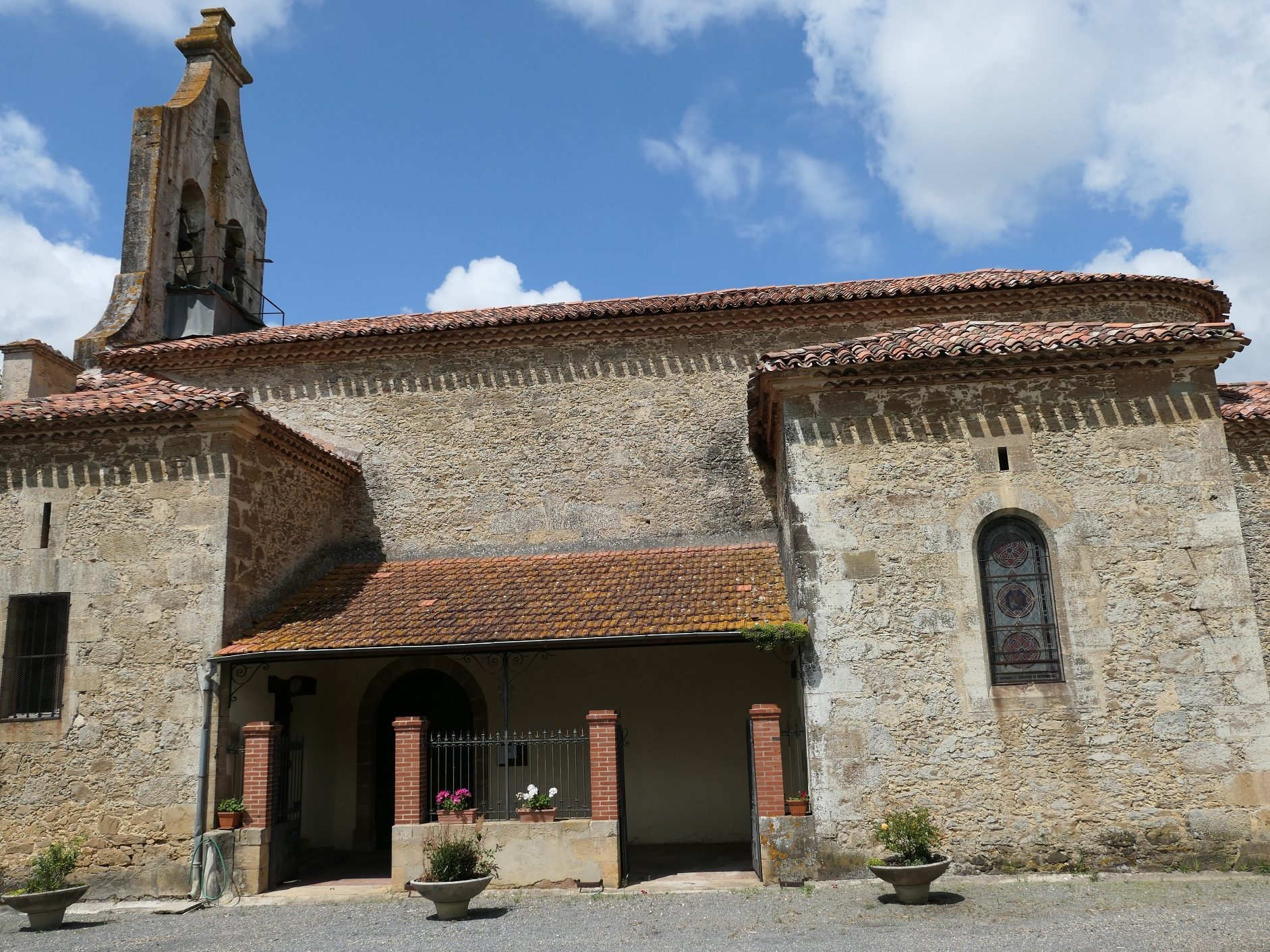
Kirche Saint-Pierre

- Kirche Saint-Pierre, erbaut 1821–1840[1]
- zwei Kreuze
- Schloss aus dem 18. Jahrhundert